# 鵜殿長忠
鵜殿 長忠（うどの ながただ）は、戦国時代の三河国の武将。

## 略歴
三河国宝飯郡一帯に影響力を持ち駿河の大名今川氏に属した上ノ郷城主鵜殿長持の子。叔父にあたる分家筋の柏原城主鵜殿長祐の養子となった。永禄3年（1560年）桶狭間の戦いを機に今川氏の三河支配が後退し、岡崎城の松平氏（徳川氏）が今川氏を離れて台頭する。鵜殿一族は引き続き今川氏に属する者と松平氏に与する者に分かれ、当初柏原家は上ノ郷家とともに今川方に属したらしく、早くに松平方についた下ノ郷城（蒲形城）の鵜殿長龍とは合戦に及んでいる。上ノ郷城は永禄5年（1562年）の上ノ郷城の戦いで松平勢によって攻め落とされ兄の長照は戦死したが、柏原家はその前後に松平氏に降ったようであり、長祐は永禄6年（1563年）の三河一向一揆との戦いで松平氏の武将として戦死している。長忠は家臣の加藤義広（善左衛門）の娘を養女とし、彼女はやがて徳川家康の側室となって出身地から西郡局と呼ばれ、一女督姫を生んでいる。
宗長の『東国紀行』によれば天文13年（1544年）三河を訪れた宗長は鵜殿氏領に滞在し「西郡千句」の興行を行っているが、長忠は父の鵜殿長持、下ノ郷鵜殿玄長、深溝松平好景、竹谷松平清善、五井松平元心らとともに参加している。このように長忠は連歌を嗜んだようで、『家忠日記』にも連歌会を主催した記事が見える。
天正16年（1588年）死去。子の長次は引き続き徳川氏に仕えたが、後に督姫の外戚の縁をもってその嫁ぎ先の池田氏に仕えることになった。子孫は鳥取藩の重臣となっている。